# Saint-Hilaire-les-Andrésis
Saint-Hilaire-les-Andrésis är en kommun i departementet Loiret i regionen Centre-Val de Loire strax norr Frankrikes mitt. Kommunen ligger i kantonen Courtenay som tillhör arrondissementet Montargis. År 2022 hade Saint-Hilaire-les-Andrésis 953 invånare.

## Befolkningsutveckling
Antalet invånare i kommunen Saint-Hilaire-les-Andrésis
| Referens: INSEE |